# 上海世纪出版集团
31°14′06″N 121°28′37″E / 31.23506°N 121.47700°E
上海世纪出版集团，是一家总部设在上海的出版发行机构，中华人民共和国第一家出版集团。

## 简史
上海世纪出版集团成立于1999年2月24日，由上海人民出版社、上海教育出版社、上海译文出版社、上海书店出版社、上海图书公司、汉语大词典出版社等数家单位组建而成。是首家被中共中央宣传部和中华人民共和国新闻出版总署批准成立的出版集团，总资产达4.2亿元人民币。2003年9月，原属上海市新闻出版局的上海科学技术出版社等7家出版社加入上海世纪出版集团。2005年11月26日，全国出版领域第一家股份公司上海世纪出版股份有限公司宣告成立。2011年6月3日，上海文艺出版集团与上海世纪出版集团启动重组。2013年1月，上海长江对外出版有限公司、上海新闻出版发展公司、上海外文图书公司、上海宏图房地产开发公司并入上海世纪出版集团。2015年7月，上海世纪出版集团实行公司化改制，将全民所有制企业改制为有限公司（仍为国有企业），改制后的企业名称变更为上海世纪出版（集团）有限公司。
2016年11月18日至20日，上海世纪出版集团参加在上海世博展览馆举办的中国上海国际童书展（CCBF）。
2017年1月，原隶属于上海报业集团的上海印刷集团划入上海世纪出版集团。
2018年，上海世纪出版集团在松江區广富林文化遗址開設朵云书院。2019年，又在上海中心52层開設朵云书院旗舰店。

## 属下机构
到2016年，上海世纪出版集团共有全资或控股成员单位50家，所属单位包括26家图书编辑出版机构（含3家编纂处）、1家图书发行公司、3家图书零售公司、1家物流企业、1家网络出版单位、1家综合性艺术品产业机构、2家动漫制作企业、1家印刷技术公司和6家海外公司。另外还有75种期刊、8种报纸（其中2种已停刊）。
旗下出版单位
- 上海人民出版社
- 汉语大词典编纂处
- 辞海编纂处
- 英汉大词典编纂处
- 上海文艺出版社
- 上海人民美术出版社
- 少年儿童出版社
- 上海音乐出版社
- 上海文化出版社
- 上海科学技术出版社
- 上海古籍出版社
- 上海教育出版社
- 上海书画出版社
- 上海辞书出版社
- 上海译文出版社
- 学林出版社
- 上海锦绣文章出版社
- 上海远东出版社
- 上海科技教育出版社
- 格致出版社
- 中西书局
- 上海书店出版社
- 北京世纪文景文化传播有限公司
- 上海世纪外语教育图书分公司
- 上海世纪文睿文化传播分公司
- 上海世纪音乐教育文化传播分公司

旗下其他单位
- 上海商报传媒有限公司（由于报纸停刊已解散）
- 上海壹周文化传媒有限公司（由于杂志停刊已解散）
- 上海理财周刊社
- 上海故事会文化传媒有限公司
- 上海咬文嚼字文化传播有限公司
- 上海动画大王文化传媒有限公司
- 上海长江对外出版有限公司
- 上海外文图书公司
- 上海图书公司
- 上海世纪出版股份有限公司发行中心
- 上海新闻出版发展公司
- 上海宏图房地产开发公司
- 上海印刷新技术（集团）有限公司
- 上海世图物流有限公司
- 上海数字世纪网络有限公司
- 上海世纪华创文化形象管理有限公司
- 上海博古斋拍卖有限公司
- 上海朵云轩（集团）
- 上海世纪嘉晋数字信息技术有限公司
- 上海世纪文达实业有限公司
- 上海印刷集团

旗下海外公司
- 世纪传媒有限公司（香港）
- 世纪出版有限公司（香港）
- 双世出版公司（美国）
- 斯帕格出版公司（美国）
- 斯帕格投资公司（美国）
- 斯帕格置业公司（美国）